# 임피채만식도서관
임피채만식도서관은 전북특별자치도 군산시에 있는 공립 도서관이다.

## 연혁
- 1997년 3월 2일 개관.